# Boskär, Nagu
Boskär är en ö i Nagu,  Finland.   Den ligger i Pargas stad i den ekonomiska regionen  Åboland  och landskapet Egentliga Finland. Ön ligger omkring 19 kilometer söder om Nagu kyrka,  54 kilometer sydväst om Åbo och 180 km väster om Helsingfors. Närmaste allmänna förbindelse är förbindelsebryggan vid Nagu Berghamn som trafikeras av M/S Eivor och M/S Cheri.

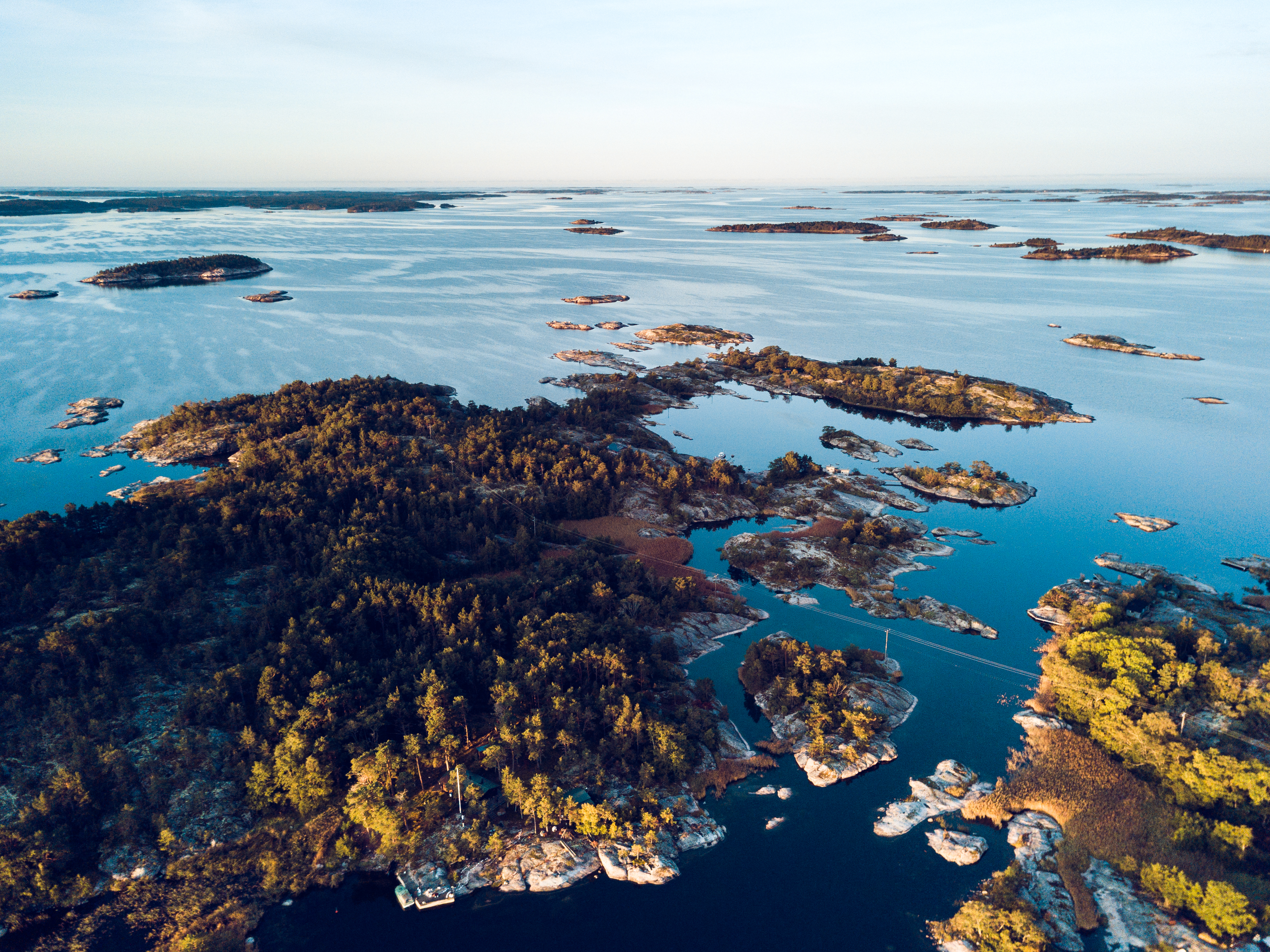
Soluppgång vid Boskär

Terrängen på Boskär är mycket platt. Öns högsta punkt är 28 meter över havet. Den sträcker sig 1,7 kilometer i nord-sydlig riktning, och 1,2 kilometer i öst-västlig riktning.
I övrigt finns följande på Boskär:
- Storlandet (en ö)